# Limerodops elongatus
Limerodops elongatus är en stekelart som först beskrevs av Carl Gustav Alexander Brischke 1865.  Limerodops elongatus ingår i släktet Limerodops och familjen brokparasitsteklar. Arten är reproducerande i Sverige. Inga underarter finns listade i Catalogue of Life.